# نجد المقبلي (يريم)

تعديل مصدري - تعديل

نجد المقبلي محلة تابعة لقرية بيت عباس، التابعة لعزلة ارياب بمديرية يريم إحدى مديريات محافظة إب في الجمهورية اليمنية.، بلغ تعداد سكانها 118 حسب تعداد اليمن لعام 2004.